# Psychopathic Records
Psychopathic Records, es un sello discográfico independiente con sede en Farmington Hills, Míchigan que se especializa en la música hip hop. El sello fue fundado en 1991 por Alex Abbiss y el grupo de hip hop Insane Clown Posse.
Además de producir la música, la etiqueta se ha dividido en varios otros departamentos que se ocupan de mercancía, y la lucha libre profesional. Psychopathic lleva a cabo su propia fabricación y distribución de mercancías, gestión de cerca de 30 empleados a tiempo completo. La etiqueta produce un promedio de 10 millones de dólares en EE. UU. en ingresos al año, y ha sido un producto de modo continuo desde su creación.

## Artistas
- Insane Clown Posse
- Twiztid
- Blaze Ya Dead Homie
- Anybody Killa
- Boondox
- Dark Lotus
- Esham
- Jumpsteady
- Marz
- MC Breed
- Myzery
- Project Born
- Vampiro
- Zug Izland
- Soopa Villainz
- dayton family
- cold 187
- V-Sinizter